# پرچم مجارستان
پرچم مجارستان برای اولین بار در ۲۱ دسامبر ۱۹۴۹ به رسمیت شناخته شد. به‌عنوان پرچم غیرنظامی و پرچم استان شناخته می‌شود و همچنین دارای تناسب ۱:۲ می‌باشد. این پرچم دارای سه نوار افقی قرمز، سفید و سبز است.

## تاریخچه و معنی
شکل پرچم مجارستان از جنبش های ملی جمهوری خواهی قرن 18 و 19 سرچشمه می گیرد، در حالی که رنگ های آن مربوط به قرون وسطی است.
طبق قانون اساسی مجارستان، رنگ های قرمز، سفید و سبز به ترتیب به معنای قدرت، وفاداری و امید هستند.

## نگارخانه